# Frankfurter Volksbank Stadion
O Frankfurter Volksbank Stadion (até meados de 2006, Stadion am Bornheimer Hang) é um estádio de futebol em Frankfurt. O estádio está localizado no distrito de Bornheim e tem 12.542 assentos.

## Galeria

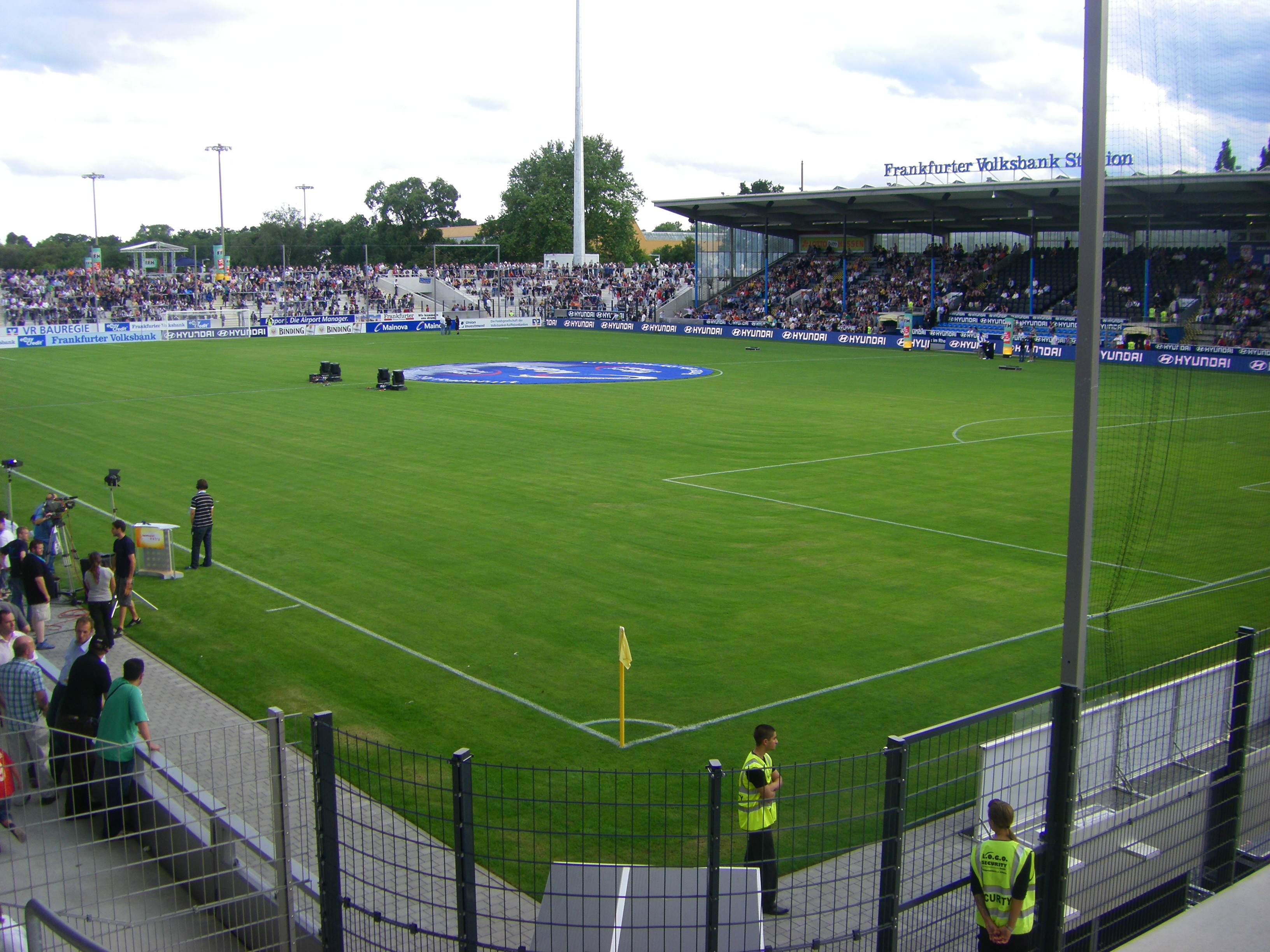
Innenraum des Stadions am Tag der Neueröffnung
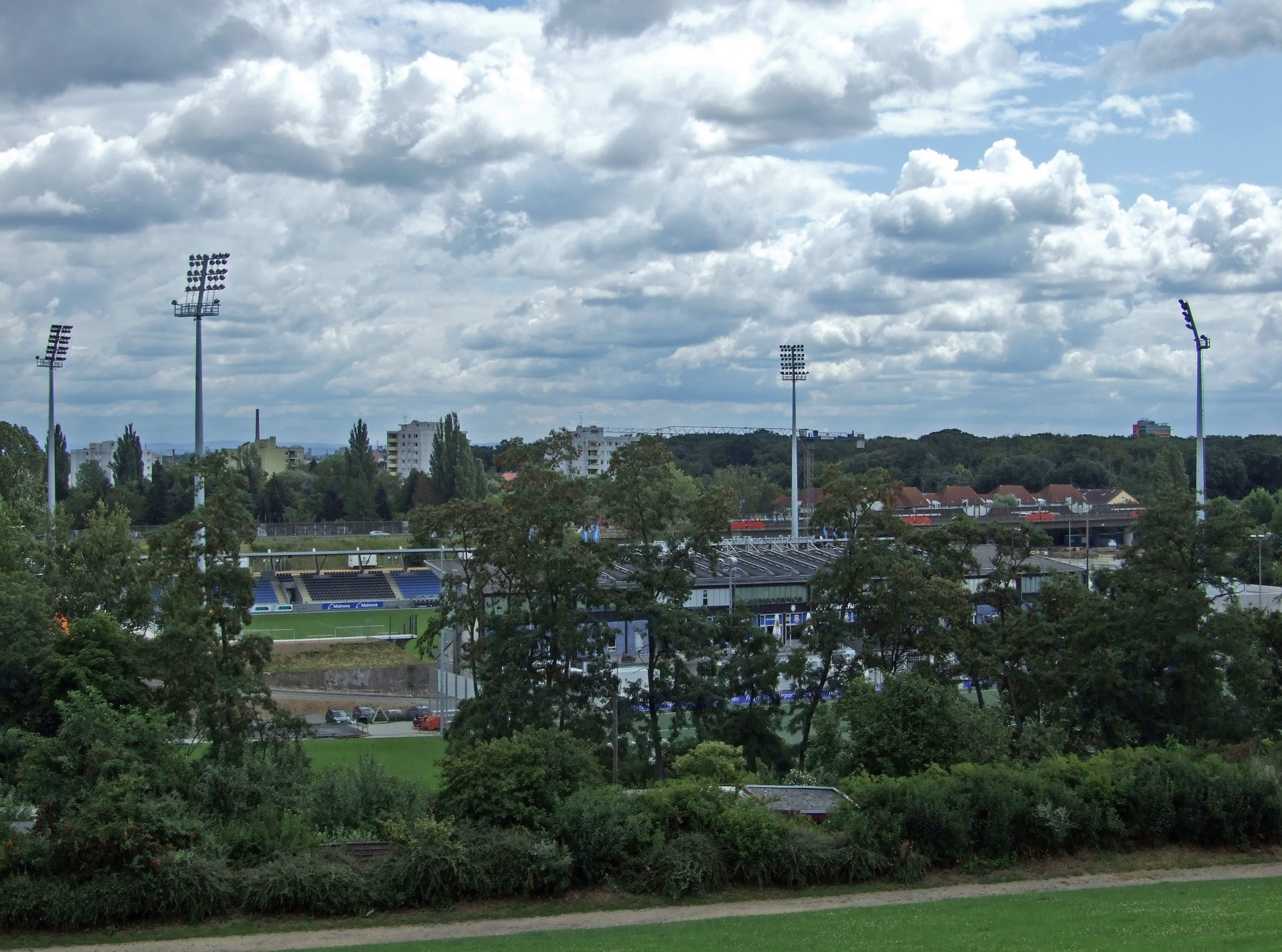
Ansicht von „Am Bornheimer Hang“
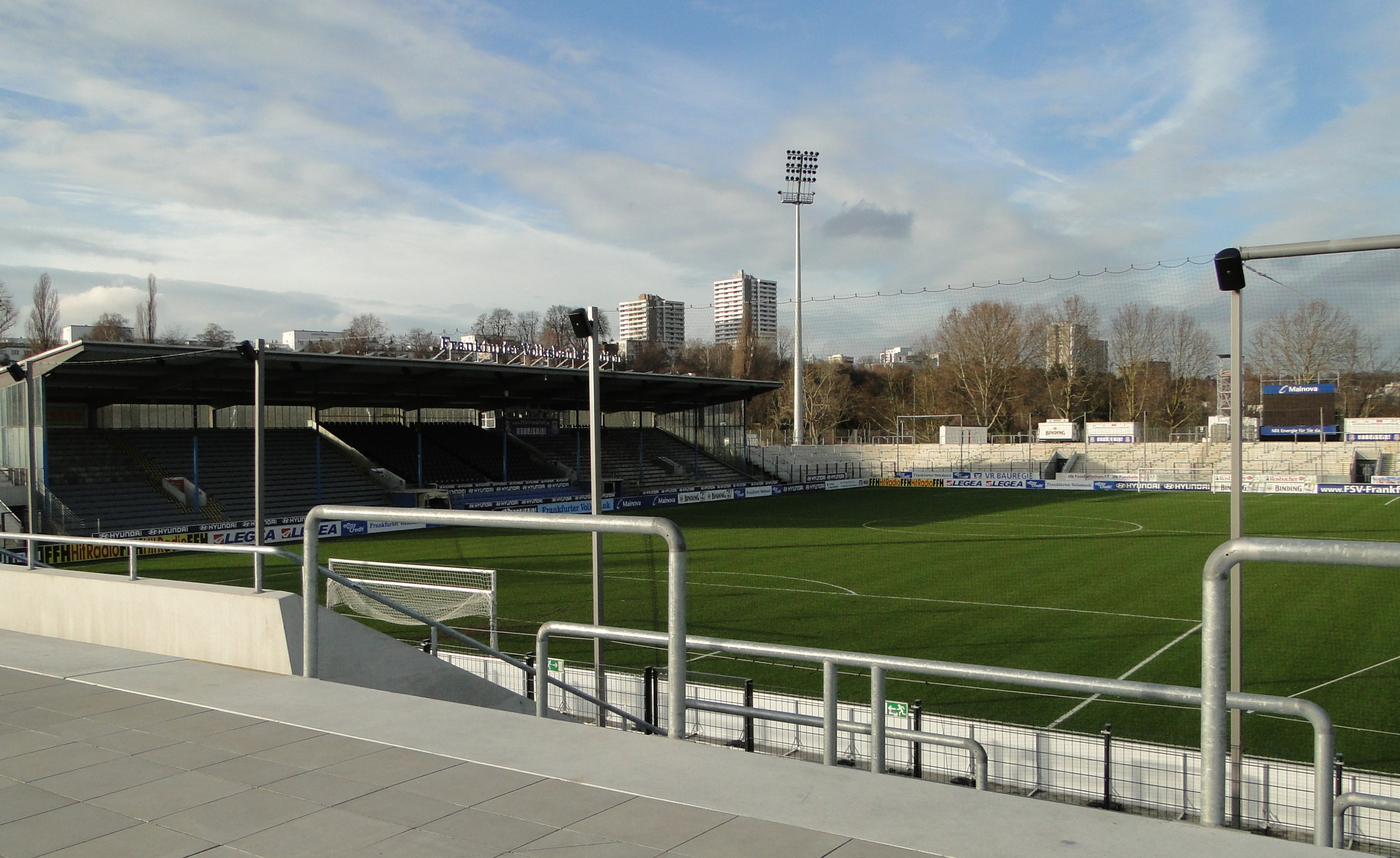
Frankfurter Volksbank Stadion mit der alten Haupttribüne (links im Bild)

## Ligações Externas
- Stadion auf der Website des FSV Frankfurt
- Bildergalerie bei Stadionwelt
- Besucherbericht von 2009 auf groundhopping.de